# عمارت دادگستری شهرستان گولیاد
عمارت دادگستری شهرستان گولیاد (به انگلیسی: Goliad County Courthouse) عمارتی تاریخی در شهر گولیاد از شهرستان گولیاد، تگزاس است.
این بنا در سال ۱۸۹۴ ساخته گردید و معمار آن E.M. Guidon بود و امروزه یک میراث ملی فرهنگی از معماری تگزاس محسوب می‌گردد.